# Detonator
Detonatori se obično koriste u eksplozivima, ponekad se naziva i kapisla za eksploziju, je mali osetljiv uređaj koji se koristi da izazove veći, snažniji ali relativno neosetljiviji sekundarni eksploziv. Postoje više vrsta detonatora u zavisnosti od načina na koji su pokrenuti (hemijski, mehanički ili električni) i detalja njihovog unutrašnjeg rada, koji često uključuje nekoliko faza. Oni uključuju neelektrične kapisle, električne kapisle i tradicionalne kapisle, pri čemu su poslednja dva najčešća. Električni tipovi se aktiviraju kratkim naletom struje koja se šalje do kapisle, pomoću mašine sa akumulatorom povezane preko dugačke žice ili radio kontrolisanog izvora kako bi se osigurala sigurnost. Aktiviraju se tako što se žice stave na električnu kapislu ili detonator i to se stavi u eksploziv, pa druga strana se poveže na uređaj sa akumulatorom. Detonacija se vrši u sekundi može i baterija od 9 volti da se koristi ali na mnogo manjoj udaljenosti za razliku od akumulatora.
Detonatori su ključni elementi u upravljanju eksplozivima, bilo u civilnoj ili vojnoj upotrebi. Postoje različite vrste detonatora, uključujući električne, neelektrične i elektronske, koje se koriste u različitim primenama. Prvobitno su detonatori bili primitivni, koristeći fitilj za iniciranje eksploziva. Moderniji pristupi uključuju električne detonatore koji koriste različite vrste primarnih eksploziva, kao što su azid olova ili stižnati olova, te sekundarni eksplozivi poput TNT-a ili PETN-a. Ovi detonatori su dizajnirani kao višestepeni uređaji, gde inicijalni izvor energije (kao što je električna struja ili mehanički šok) aktivira primarni eksploziv, koji zatim detonira manju količinu snažnijeg sekundarnog eksploziva. Ova sekundarna faza nosi detonaciju kroz kućište detonatora do glavnog eksplozivnog sredstva.
Inovacije u tehnologiji detonatora uključuju razvoj elektronskih detonatora, koji pružaju precizniju kontrolu kašnjenja, i bežičnih elektronskih detonatora, koji koriste šifrovane radio signale za komunikaciju s detonatorima. Ovi moderni detonatori omogućavaju naprednije i sigurnije metode eksplozije, posebno u rudarstvu i građevinarstvu.
U civilnom sektoru, posebno u rudarstvu, elektronski detonatori su cenjeni zbog svoje preciznosti u određivanju kašnjenja. Ovi detonatori mogu biti programirani u milisekundnim ili sub-milisekundnim intervalima, što omogućava vrlo preciznu kontrolu eksplozije. Neelektrični detonatori, koji koriste šok-cijev za iniciranje eksplozije, također su popularni zbog svoje otpornosti na struje koje bi mogle uzrokovati nenamjerne detonacije.
Tradicionalne kapisle imaju osigurač koji se pali od izvora plamena, kao što je šibica ili upaljač. Vremenski detonatori rade na vreme, oni imaju tajmer gde se namesti vreme detonacije i kada vreme istekne eksploziv se aktivira.
Stari detonatori su koristili živin fulminat kao primarni eksploziv, često pomešan sa kalijum hloratom da bi se postigao bolji učinak. Ovo jedinjenje je zamenjeno drugim: olovnim azidom, olovnim stifnatom, nekim aluminijumom ili drugim materijalima kao što je DDNP (diazo dinitro fenol) da bi se smanjila količina olova koja se emituje u atmosferu eksploatacijom ruda i kamena. Takođe često koriste malu količinu TNT-a ili tetrila u vojnim detonatorima i PETN-a u komercijalnim detonatorima.
Važno je napomenuti da su detonatori, iako su mali, vrlo opasni i sadrže dovoljno primarnog eksploziva da mogu nanijeti ozljede. Stoga je ključno da se oni rukuju s odgovarajućom pažnjom i da osoblje bude obučeno za njihovo rukovanje.

## Istorija
Prva kapisla za eksploziju ili detonator demonstrirana je 1745. godine kada je britanski lekar i apotekar Vilijam Votson (lekar) pokazao da električna iskra mašine za trenje može da zapali crni barut, tako što će zapaliti zapaljivu supstancu pomešanu sa crnim barutom.
Godine 1750, Bendžamin Frenklin u Filadelfiji je napravio komercijalnu kapislu koja se sastojala od papirne cevi pune crnog praha, sa žicama koje vode sa obe strane i vatom zatvarajući krajeve. Dve žice su se približile, ali se nisu dodirnule, tako da bi veliko električno pražnjenje između dve žice ispalilo poklopac.
Godine 1832, američki hemičar Robert Hare proizveo je vrući detonator to jest zagrejani detonator, iako su ranije slično pokušali Italijani Volta i Kavalo. Hare je konstruisao svoju kapislu za eksploziv tako što je provlačio višestruku žicu kroz punjenje baruta unutar limene cevi; presekao je sve osim jedne fine žice višestruke žice tako da je fina žica služila kao vruća žica za most. Kada je jaka struja iz velike baterije (koju je on nazvao "deflagrator" ili "kalorimotor") prošla kroz fini pramen, ona je postala užarena i zapalila punjenje baruta.
Godine 1863, Alfred Nobel je shvatio da, iako nitroglicerin ne može biti detoniran fitiljem, može biti detoniran eksplozijom malog punjenja baruta, koji je zauzvrat bio zapaljen od fitilja. U roku od godinu dana, dodavao je živin fulminat u barutno punjenje svojih detonatora, a do 1867. je koristio male bakarne kapsule živinog fulminata, koje je aktivirao fitilj, da detonira nitroglicerin.
Godine 1868. Henri Džulijus Smit iz Bostona predstavio je kapislu koja je kombinovala upaljač iskrišta i živin fulminat, prvu električnu kapislu koja je mogla da detonira dinamit.
Smit je 1875. godine, a zatim 1887. Peri G. Gardner iz Severnog Adamsa, Masačusets — razvili su električne detonatore koji su kombinovali detonator vruće žice sa eksplozivom sa živinim fulminatom. Ovo su generalno bile prve kapisle za miniranje modernog tipa. Moderne kapisle koriste različite eksplozive i odvojena primarna i sekundarna eksplozivna punjenja, ali su generalno veoma slične Gardnerovim i Smitovim kapislama.
Smit je takođe izumeo prvo zadovoljavajuće prenosivo napajanje za paljenje kapisli: visokonaponski magnet koji je pokretan zupčanikom, koji se pokreće T-ručkom koja je gurnuta nadole.
Električne kapisle za aktiviranje eksploziva su razvijene početkom 1900-ih u Nemačkoj, a proširile su se na SAD 1950-ih kada je ICI International kupio Atlas Povder Co. Ove kapisle su postale dominantan tip svetskih standardnih kapisli.

## Kapisla za detonaciju (detonator)
Kapisla za detonaciju je eksplozivna naprava koja se koristi za aktiviranje (detonaciju) sekundarnih eksploziva koji su manje osetljivi, ali jači, bezbedniji i bolji. Danas postoje mnoge vrste kapisli: električne, kapisle sa fitiljem itd. Potreba za njima nastaje usled manje osetljivosti sekundarnih eksploziva koji zahtevaju izvesni udarni talas kapisle da bi eksplodirali. Pritom ne postoji opasnost spontane eksplozije po čemu su primarni eksplozivi poznati (posebno nitroglicerin). Primarni eksplozivi se aktiviraju usled toplote, trenja, varnica, udarca ili bez vidljivih razloga (promena temperature od 1 ili 2 stepena), dok sekunadrni eksplodiraju zahvaljujući hemijskoj reakciji detonacije, pa se ove naprave nazivaju i detonatori (pogotovo u filmovima).
Kapisla se sastoji od inicijatora (razne vrste baruta), primarnog eksploziva (aceton-peroksid, živin fulminat, srebro azid) i glavnog eksplozivnog punjenja. Inicijator se pali na više načina i to razdvaja detonatore po vrstama. To se čini tankom žicom koja se zagreje pod dejstvom električne energije (električne kapisle), fitilja (kapisle sa fitiljem), električne šibice (vrlo rasprostranjeno danas).
Još jedna prednost kapisli je što mogu biti vezane u isto strujno kolo (električne) pa više eksplozivnih punjenja može biti istovremeno detonirano, što je naročito bitno u obaranju objekata (zgrada i mostova) i u rudarstvu.
Kapisle ili detonatori se mogu klasifikovati prema nekoliko faktora, uključujući:
- Način inicijacije:

* Električni detonatori: aktiviraju se propuštanjem struje kroz žicu. Električni detonatori su najčešći tip detonatora koji se koristi u rudarstvu, građevinarstvu i vojsci.
* Neelektrični detonatori: aktiviraju se udarcem, trenjem ili plamenom. Neelektrični detonatori su manje uobičajeni od električnih detonatora, ali se koriste u nekim specijalnim primenama, kao što je na primer kod istraživanja nafte i gasa.
- Vreme detonacije:

* Trenutni detonatori: detoniraju odmah nakon inicijacije.
* Vremenski detonatori: detoniraju nakon određenog vremena nakon inicijacije. Vremenski detonatori se koriste u situacijama kada je potrebno da se detonacija desiti u tačno određeno vreme.
- Broj detonacija:

* Jednostruki detonatori: detoniraju samo jednom.
* Višestruki detonatori: mogu detonirati nekoliko puta. Višestruki detonatori se koriste u situacijama kada je potrebno da se detoniraju više eksplozivnih naboja istovremeno.
- Upotreba detonatora:

Detonatori se koriste u širokom spektru primena, uključujući:
- Rudarstvo: Detonatori se koriste za detonaciju eksploziva prilikom vađenja minerala i metala.
- Građevinarstvo: Detonatori se koriste za rušenje zgrada, mostova i drugih konstrukcija.
- Vojska: Detonatori se koriste u bombama, granatama i drugim eksplozivnim oružjima.
- Istraživanje nafte i gasa: Detonatori se koriste za perforaciju bušotina i stvaranje puteva za priliv nafte i gasa.

## Svrha
Svrha detonatora je da inicira detonaciju eksploziva. Oni su ključni u situacijama gdje je potrebno kontrolisano i precizno aktiviranje eksploziva, poput rušenja zgrada, rudarskih operacija, ili u vojnim aplikacijama. Detonatori omogućavaju da se eksploziv aktivira na siguran i efikasan način, što je posebno važno kada se radi s visoko eksplozivnim materijalima koji zahtevaju veliku energiju za inicijaciju.
Detonatori su obično višestepeni uređaji koji uključuju:
- Inicijalni Izvor Energije: Ovaj prvi korak uključuje izvor energije kao što je električna struja ili mehanički udar, koji je potreban za aktiviranje primarnog eksploziva.
- Primarni Eksploziv: Ovaj eksploziv se lako pali i koristi se za iniciranje sekundarnog eksploziva. Primeri primarnih eksploziva uključuju azid olova ili stižnat olova.
- Sekundarni Eksploziv: Ovo je jači eksploziv koji je u direktnom kontaktu sa primarnim eksplozivom. Primeri sekundarnih eksploziva uključuju TNT ili PETN. Ovaj eksploziv prenosi detonaciju do glavnog eksplozivnog sredstva.

Potreba za detonatorima kao što su kapisle za miniranje proizišla je iz razvoja sigurnijih eksploziva, koji ne bi eksplodirali ako bi slučajno bili ispušteni, pogrešno rukovanje ili izloženost vatri ili električnim poljima. To bi zahtevalo visoku energiju aktivacije za detonaciju, što ih je činilo teškim za namerno detoniranje. Zatim dolazi detonator, sa svojom ulogom da obezbedi potrebnu energiju aktivacije uz malu inicirajuću eksploziju. Kao mali uređaj, lako ga je bezbedno skladištiti i rukovati iako je još opasan, napravio bi malu štetu čak i ako bi slučajno opalio. Detonator i glavna eksplozivna naprava mogu se držati odvojeno i spojiti samo neposredno pre upotrebe, čuvajući glavno punjenje bezbednim.
Detonatori igraju ključnu ulogu u osiguravanju sigurnosti pri rukovanju eksplozivima, omogućujući da se glavni eksploziv aktivira samo kada je to namerno i kontrolisano željeno. Oni omogućavaju da glavni eksploziv bude sigurno skladišten i transportovan, smanjujući rizik od nenamernog aktiviranja.

## Dizajn
Detonator je obično višestepeni uređaj, sastavljen iz tri dela:
1. u prvoj fazi, sredstvo za pokretanje (vatra, struja, itd.) obezbeđuje dovoljno energije (kao toplota ili mehanički udar) da se aktivira
2. primarni eksploziv koji se lako zapaljuje, koji detonira
3. malu količinu snažnijeg sekundarnog eksploziva, direktno u kontaktu sa primarnim, i nazvanog "bazni" ili "izlazni" eksploziv, sposoban da izvede detonaciju kroz kućište detonatora do glavnog eksplozivnog uređaja kako bi ga aktivirao.

Eksplozivi koji se obično koriste kao primarni u detonatorima uključuju olovni azid, olovni stifnat, tetril i DDNP. Rane kapisle za miniranje takođe su koristile srebrni fulminat, ali je zamenjen jeftinijim i sigurnijim primarnim eksplozivom. Srebrni azid se i dalje ponekad koristi, ali veoma retko zbog visoke cene.
Kao sekundarni "bazni" ili "izlazni" eksploziv, obično se nalazi TNT ili tetril u vojnim detonatorima i PETN u komercijalnim detonatorima.
Dok detonatori čine rukovanje eksplozivom bezbednijim, oni su opasni za rukovanje jer, uprkos njihovoj maloj veličini, sadrže dovoljno primarnog eksploziva da povređivanje ljudi; neobučeno osoblje ih možda neće prepoznati kao eksploziv ili ih pogrešno smatrati neopasnim zbog njihovog izgleda i rukovati njima bez potrebne pažnje.

## Rukovanje sa detonatorima uopšten opis
Rukovanje sa detonatorima zahteva detaljno razumevanje i pridržavanje specifičnih procedura kako bi se osigurala sigurnost i efikasnost. Evo nekoliko ključnih koraka u rukovanju detonatorima:
- Provera i Priprema: Pre nego što počnete da rukujete detonatorima, proverite da li su svi materijali ispravni i da li odgovaraju potrebama vaše specifične aplikacije. Pobrinite se da su detonatori i povezani eksplozivi u dobrom stanju.
- Transport Detonatora: Detonatori se moraju pažljivo transportovati. Oni su osetljivi na udarce, trenje, električne impulse i toplotu, pa je važno da se prevoze u specijalizovanom pakovanju koje pruža odgovarajuću zaštitu.
- Skladištenje: Skladištite detonatore na suvom, hladnom mestu daleko od izvora toplote i direktnog sunčevog svetla. Takođe, držite ih odvojeno od drugih eksplozivnih materijala.
- Korišćenje Detonatora: Prilikom korišćenja detonatora, važno je strogo pratiti uputstva proizvođača. Ako se radi o električnom detonatoru, izbegavajte korišćenje u blizini jake elektromagnetne energije. Uvek koristite odgovarajuće alate i opremu.
- Povezivanje sa Eksplozivom: Kada povezujete detonator sa eksplozivom, uradite to pažljivo i sigurno. Pobrinite se da je sve čvrsto spojeno i da nema opasnosti od slučajne detonacije.
- Aktiviranje Detonatora: Aktivacija detonatora treba da se obavlja iz sigurne udaljenosti, koristeći odgovarajuće metode aktiviranja (npr. električni impuls za električne detonatore).
- Bezbednosne Procedure: Uvek imajte plan za hitne situacije. Ukoliko dođe do problema ili sumnjate na neispravnost detonatora, postupajte prema utvrđenim protokolima za hitne situacije.
- Postupanje nakon Upotrebe: Nakon upotrebe, neiskorišćeni ili delimično iskorišćeni detonatori treba pažljivo ukloniti i odložiti prema propisima.
- Dokumentacija i Praćenje: Vodite evidenciju o korišćenju detonatora, uključujući vrstu, seriju, datum upotrebe, i detalje o upotrebi.

Svaki korak u rukovanju detonatorima zahteva pažnju i pridržavanje strogo definisanih sigurnosnih procedura kako bi se izbegle nesreće i osigurala bezbednost svih uključenih.

## Način rada sa detonatorima
Da bi eksplozive doveli do detonacije, potrebno im je saopštiti početni inicijalni impuls. Za to su potrebna sredstva za iniciranje koja imaju sposobnost da detoniraju ako se zapale plamenom ili iskrom.
U sredstva za iniciranje eksploziva spadaju:
- − detonatorska kapisla;
- − električni detonatori;
- − sporogoreći štapin;
- − detonirajući štapin;
- − pomoćna sredstva za paljenje sporogorećeg štapina; i
- − pojačivači impulsa-busteri.

### Sredstva za iniciranje eksploziva otvorenim plamenom
U sredstva za iniciranje eksploziva otvorenim plamenom spadaju:
- − detonatorska kapisla;
- − sporogoreći štapin; i
- − pomoćna sredstva za paljenje (minersko saće, minerski tuljci i minerske šibice).

#### Detonatorska kapisla (DK)
Detonatorska kapisla koristi se za aktiviranje eksplozivnog punjenja ili detonirajućeg štapina u suvim radnim uslovima. Detonatorska kapisla je metalna cilindrična čaurica, zatvorena sa jedne strane, u koju je upresovana eksplozivna materija. S druge strane čaurice nalazi se otvor u koji se stavlja sredstvo za aktiviranje.
Detonatorska kapisla sastoji se od:
- − metalne čaurice standardnih dimenzija;
- − metalne pokrivke;
- − inicijalnog (primarnog) punjenja; i
- − brizantnog (sekundarnog) punjenja.

Čaura i pokrivka izrađeni su od istog materijala i to: bakra (i njegovih legura,npr. tombaka) ili aluminijuma (i njegovih legura). Materijal čaure zavisi od vrste inicijalnog eksploziva. Kod čaura od bakra ili
tombaka kao inicijalno punjenje upotrebljava se fulminat žive, dok se kod čaura od aluminijuma ili njegovih legura kao inicijalno punjenje upotrebljava olovo azid sa olovo trinitroresorcinatom. U suprotnom dolazi do nagrizanja materijala čaure.
Na dno čaure prvo se upresuje brizantni eksploziv, a iznad njega inicijalni eksploziv.
Brizantno punjenje sastoji se od trotila ili pentrita, a može se koristiti i heksogen. Količina brizantnog punjenja kod kapisle br. 8 iznosi 0,8g, a kod kapisle br. 6 oko 0,5g.
Iznad brizantnog (sekundarnog) punjenja nalazi se 0,4 do 0,5g inicijalnog (primarnog) eksploziva. Za inicijalno punjenje koristi se fulminat žive ili olovo azid sa olovo trinitroresorcinatom. Ovo punjenje zaštićeno je metalnom pokrivkom sa otvorom na sredini. Vrsta inicijalnog punjenja zavisi od vrste materijala čaure, što je napred već obrazloženo.
Ostali prazan prostor u kapisli (oko 1/3) služi za umetanje i učvršćivanje sporogorećeg štapina ili električnog upaljača, kao sredstva za iniciranje.
Prema svojoj jačini detonatorske kapisle se rade od br. 1 do br. 10. U praksi se najčešće upotrebljavaju kapisle br. 6 i br. 8 i to: kapisla br. 8 za amonijumnitratske praškaste eksplozive, a kapisla br. 6 za
nitroglicerinske eksplozive.
Naše domaće kapisle imaju oznake:
- DK-6-Al, DK-8-Al, DK-6-Cu, DK-8-Cu

gde je: DK- oznaka za detonatorsku kapislu;
- broj 6 i 8 - jačina kapisle;
- Al i Cu - simbol materijala čaurice.

Detonatorske kapisle sa bakarnom čaurom primenjuju se u jamama sa pojavom metana i eksplozivne ugljene prašine. U ovim jamama ne smeju se koristiti aluminijumske kapisle, jer aluminijum na povišenim temperaturama gori otvorenim plamenom koji može upaliti metan ili ugljenu prašinu.
Kapisle se ne smeju bacati, tumbati ni pritiskati. Inicijalno punjenje je veoma osetljivo na udar, trenje, plamen i varnicu. Temperatura samodetonacije kapisle veća je od 1200C. Kapisle ne menjaju svoje funkcionalne osobine pri temperaturama od −200—200 °C (−328,0—392,0 °F; 73,1—473,1 K).
Detonatorske kapisle se pakuju po 100 komada u kartonske ili limene kutije, sa otvorom okrenutim na gore. Međuprostori između kapisli ispunjeni su suvom strugotinom. Po pet kutija sačinjava jedan paket. Paketi se slažu u dvostruke drvene sanduke. Sadržaj sanduka može iznositi 5000 ili 10000 komada kapisli.
Najvažnije tehničko-minerske karakteristike detonatorskih kapisli su: brizantnost, radna sposobnost po Trauclu, sposobnost detonacije kapisle prema Hejdu, sigurnost detonatorske kapisle itd.

#### Detonatorska kapisla (DK) br. 8 opis
Detonatorska kapisla br. 8, poznata i kao br. 8 detonator, je standardna komponenta koja se koristi u inženjeriji i rudarstvu za iniciranje eksploziva. Njena osnovna uloga je da inicira eksploziju većih količina eksplozivnog materijala, kao što su dinamit ili anfo (amijum-nitratno ulje).
Osnovne Karakteristike:
- Veličina i Oblik: Detonatorska kapisla br. 8 je obično cilindričnog oblika, sa standardizovanim dimenzijama kako bi se uklopila u većinu vrsta eksploziva.
- Sastav: Sastoji se od metalnog kućišta unutar kojeg se nalazi inicijalni eksploziv, obično osetljiv na udar ili trenje. Ovaj eksploziv može biti osetljiv na udar, kao što je olovo azid, ili neka druga slična hemijska smeša.
- Iniciranje: Detonacija se obično postiže mehaničkim sredstvima, kao što su udarni mehanizmi u pištoljima za detonatore, ili električnim putem koristeći električne detonatore.
- Senzitivnost: Detonatorska kapisla br. 8 je dizajnirana tako da bude dovoljno osetljiva da inicira sa relativno malom silom, ali dovoljno stabilna da izdrži normalno rukovanje bez opasnosti od slučajne detonacije.
- Upotreba: Koristi se u kombinaciji sa drugim eksplozivnim materijalima. Postavlja se u ili na eksplozivni materijal, a zatim se aktivira da bi se postigla kontrolisana eksplozija.
- Sigurnost: Prilikom rukovanja sa detonatorskim kapislama potrebno je poštovati stroge sigurnosne procedure kako bi se izbegli neželjeni incidenti.

Sastav detonatorske kapisle br. 8:
- Metalno Kućište: Ovo je spoljni sloj kapisle, obično napravljen od čelika ili nekog drugog čvrstog metala. Kućište pruža strukturnu integritet kapisli i štiti unutrašnje komponente.
- Inicijalni Eksploziv: Ovaj deo se nalazi unutar metalnog kućišta. Inicijalni eksploziv je obično veoma osetljiv materijal koji može biti iniciran udarom, trenjem ili električnim impulsom. Primeri ovakvih materijala uključuju olovo azid, olovo stifulnat, ili drugu sličnu hemijsku smesu.
- Sekundarni Eksploziv (Booster): Ovaj element je manje osetljiv od inicijalnog eksploziva i služi kao most između osetljivog inicijalnog eksploziva i glavnog eksplozivnog punjenja. Primeri sekundarnih eksploziva uključuju PETN (pentaeritritol tetranitrat) ili RDX (ciklotrimetilentrinitramin).
- Detonatorski Fitilj ili Električni Vodič: U zavisnosti od toga da li se radi o električnoj ili neelektričnoj detonatorskoj kapisli, može sadržavati detonatorski fitilj ili električni vodič koji se koristi za prenos signala ili plamena do inicijalnog eksploziva.
- Zaštitna Kapa: Na vrhu kapisle često se nalazi zaštitna kapa koja štiti fitilj ili električni vodič.

Detonatorska kapisla br. 8 je dizajnirana da pruži pouzdanu i kontrolisanu inicijaciju glavnog eksplozivnog punjenja. Njena konstrukcija je pažljivo prilagođena da osigura visok stepen sigurnosti pri rukovanju, a istovremeno da bude efikasna u iniciranju eksplozije kad je to potrebno.
Primena u Rudarstvu i Građevinarstvu:
- U rudarstvu, detonatorske kapisle se koriste za fragmentaciju stena i minerala.
- U građevinarstvu, upotrebljavaju se za kontrolisano rušenje struktura ili za stvaranje prostora za nove konstrukcije.

Zakonski Okvir:
U mnogim zemljama, upotreba detonatorskih kapisala regulisana je strogo zbog njihove potencijalne opasnosti. Potrebne su odgovarajuće dozvole i stručna obuka za rukovanje ovim uređajima. Detonatorska kapisla br. 8 je ključni element u oblasti eksplozivnih materijala i njena pravilna upotreba je od suštinske važnosti za efikasno i sigurno izvođenje eksplozivnih radova.

### Sredstva za iniciranje eksploziva električnim impulsom
Pri izvođenju minerskih radova široko se primenjuje električno paljenje minskih punjenja. Zasniva se na toplotnom dejstvu električne struje, koje se može predstaviti izrazom:
- Q = I2 R
- gde je: I - jačina električne struje, (A);
- R - otpor strujnog kola, (Ω).

U odnosu na štapinsko paljenje, paljenje mina električnom strujom ima više prednosti, kao što su:
- − omogućava jednovremeno paljenje velikog broja mina;
- − omogućava paljenje u tačno određeno vreme;
- − omogućava vremensko paljenje, pri čemu interval zastoja može da se kreće od nekoliko ms do 1s;
- − moguće je paljenje minskog punjenja sa željenog rastojanja;
- − jedini je način paljenja koji je dozvoljen u rudnicima sa metanskim režimom rada;
- − može se primeniti u svim vremenskim uslovima, pri toplom i hladnom vremenu, na suvom i vlažnom terenu itd.

U sredstva za električno paljenje mina spadaju:
- − električni detonatori (ED);
- − provodnici električne struje;
- − izvori struje za paljenje;
- − merno-kontrolni instrumenti; i
- − pomoćni pribor.

#### Električni detonatori (ED)
Električni detonator (ED) je hermetički zatvorana detonatorska kapisla br. 8 u koju je ugrađen električni upaljač (EU). Električni detonatori imaju tačno definisane električne karakteristike, koje definišu njihovu funkciju i sigurnost pri radu. Električni upaljač (EU) služi za stvaranje plamenog impulsa, koji je sposoban da izazove detonaciju inicijalnog (primarnog) i glavnog (sekundarnog) punjenja, koja su smeštena u detonatorsku kapislu (DK).
Električni upaljač se sastoji od lako zapaljive glavice i dva izolovana provodnika. U zavisnosti od toga kako struja prolazi kroz električni upaljač i kako se vrši paljenje zapaljive glavice, razlikuju se tri tipa EU:
- − EU sa metalnim mostićem (mostni);
- − EU sa strujno-provodljivom zapaljivom glavicom; i
- − EU sa rascepkom (varnični, naponski).

Električni upaljač sa metalnim mostićem sastoji se od mostića koji je premošćen provodnikom visokog specifičnog otpora, lako zapaljive glavice i provodnika. Konstrukciona šema električnog upaljača sa zapaljivom glavicom i metalnim mostićem. Prolaskom elektručne struje kroz glavicu, mostić glavice se usija do određene temperature na kojoj se pali lako zapaljiva glavica, koja daje dovoljno jak toplotni impuls za paljenje usporivačke smeše ili primarnog punjenja detonatorske kapisle.
Materijal od koga se izrađuje zapaljiva glavica mora biti:
- − osetljiv na toplotni impuls;
- − stabilan, tj. da ne stupa u hemijsku reakciju;
- − ne sme biti higroskopan;
- − sposoban da stvori plameni impuls.

Kao materijal za zapaljivu glavicu koristi se: acetilid bakra, pikrit, pikriminat olova, mononitroresorcinat olova i dr.
Mostić EU izrađuje se od legura koje imaju veliki specifični otpor, dobru otpornost na koroziju i nisku tačku topljenja. Kao materijal za mostić koriste se legure: nikl-hroma (80:20%), invar (36% Ni i 64% Fe), legure platino-iridijuma i dr. Prečnik žice mostića kreće se u granicama od 0,02-0,05mm, a dužina mostića je oko 0,5-5mm. Učvršćivanje mostića u zapaljivu glavicu može biti elastično ili čvrsto.
U zavisnosti od električne osetljivosti proizvode se tri tipa zapaljivih glavica i to:
- − standardni tip A sa otporom mostića 1,2-1,4Ω (struja za serijsko paljenje iznosi I100 ≥ 1,0A);
- − tip B sa otporom mostića 0,4-0,6Ω (struja za serijsko paljenje iznosi I100 ≥ 3,2A);
- − visoko neosetljivi upaljači sa otporom mostića ≈0,03Ω (struja za serijsko paljenje iznosi I100 ≈ 20A).

Danas se za miniranje uglavnom primenjuju EU standardnog tipa A, sa otporom mostića 1,2-1,4Ω.
Električni upaljač sa strujno-provodljivom zapaljivom glavicom konstruisan je tako da je sama zapaljiva glavica strujno provodljiva i lako zapaljiva. Provodljivost struje se postiže tako što se u smešu zapaljive glavice ugrađuje sitno mleveni metalni prah i grafit. EU sa dodatkom metalnog praha su vrlo osetljivi. Za pojedinačno paljenje EU ovog tipa potrebno je svega nekoliko mA, pri naponu od 2-3V. Ove EU lako mogu upaliti lutajuće struje, pa se ne upotrebljavaju za minerske radove u rudnicima.
Električni upaljač sa rascepkom (varnični upaljač) konstruisan je tako da su dovodne žice za struju u zapaljivoj glavici međusobno razmaknute. Napon neophodan za paljenje zapaljive smeše zavisi od rastojanja žica-elektroda, od oblika njihovih krajeva, kao i od vrste zapaljive smeše koja je upresovana između elektroda. EU sa rascepkom su namenjeni za radove, kada se kao izvor struje koristi mašina koje daje napon 2000-3000V, što ove EU čini veoma otpornim na lutajuće struje.
Za izradu električnih detonatora koriste se detonatorske kapisle izrađene od bakra ili aluminijuma ili njihovih legura. Približno 2/3 kapisle ispunjeno je primarnim i sekundarnim punjenjem, a preostala 1/3 služi za umetanje i učvršćivanje električnog upaljača.
Prema nameni električni detonatori se dele na:
- − detonatore za iniciranje eksplozivnih punjenja kod radova na površini i u jami, na suvim i mokrim radilištima i pod vodom dubine do 2m;
- − detonatore za miniranje pod vodom dubine do 200m;
- − detonatore za miniranje na radilištima sa pojavom metana i eksplozivne ugljene prašine;
- − detonatore za seizmička miniranja.

Električni detonatori namenjeni za miniranje u rudnicima moraju imati određeni kvalitet u pogledu električnih, tehničko-minerskih, mehaničkih i sigurnosnih karakteristika.

##### Vrste električnih detonatora
U savremenoj praksi miniranja koriste se sledeći električni detonatori:
- 1. Trenutni električni detonatori.
- 2. Vremenski električni detonatori:
  - − električni detonatori sa zakašnjenjem izraženim u sekundama;
  - − milisekundni ED sa zakašnjenjem izraženim u ms.
- 3. Metanski - sigurnosni električni detonatori:
  - − trenutni metanski elektrodetonatori;
  - − milisekundni metanski elektrodetonatori.
- 4. Specijalni električni detonatori - seizmički.

Trenutni električni detonator (TED) je detonator čije se eksplozivno punjenje aktivira trenutno, odmah nakon uspostavljanja kola električne struje. Trenutni električni detonatori se koriste za miniranje na površinskim i podzemnim radilištima, na suvim i mokrim radilištima i pod vodom do 2 m dubine. Namenjeni su za pojedinačno paljenje mina ili kada je potrebno da sve mine detoniraju odjednom (zalomne mine i sl).

##### Trenutni električni detonator
Elementi trenutnog električnog detonatora su:
1. . čaura;
2. . brizantno eksplozivno punjenje;
3. . inicijalno eksplozivno punjenje;
4. . pokrivka;
5. . zaštitna (antistatička) cevčica;
6. . električna lako zapaljiva glavica;
7. . vodonepropustivi zaptivač;
8. . elektroprovodnici;
9. . pločica za označavanje detonatora.

Trenutni električni detonatori nose oznaku "0" koja se utiskuje na dance detonatora, a na pločicu broj (9) utiskuju se oznake za tip detonatora i znak proizvođača.
Električni detonatori sa usporenim dejstvom (vremenski elektrodetonatori) imaju ugrađen usporivački element, koji se ugrađuje između električne lako zapaljive glavice i inicijalnog (primarnog) punjenja kapisle.
Paljenje inicijalnog punjenja ne ostvaruje se direktno od plamenog impulsa lako zapaljive glavice, već taj impuls najpre pali usporivački element broj (5), koji je programiran da gori određeno vreme, a zatim ovaj aktivira inicijalno punjenje detonatorske kapisle.
Detonatori sa usporenim dejstvom dele se na:
- − četvrtsekundne koji detoniraju u nazivnom intervalu od 1/4 sekunde;
- − polusekundne koji detoniraju u nazivnom intervalu od 1/2 sekunde.

##### Električni detonator sa usporenim dejstvom
Elementi električnog detonatora sa usporenim dejstvom su:
1. . čaura;
2. . brizantno eksplozivno punjenje;
3. . inicijalno eksplozivno punjenje;
4. . pokrivka;
5. . usporivački element;
6. . zaštitna (antistatička) cevčica;
7. . električna lako zapaljiva glavica;
8. . vodonepropustivi zaptivač;
9. . elektroprovodnici;
10. . pločica za intervalni broj.

Elektro detonatori sa usporenim dejstvom se proizvode u serijama od broja 1 do broja 18, sa nazivnim intervalom usporenja u seriji od: 0,25s i 0,5s. Domaća industrija proizvodi serije vremenskih ED sa deset stepeni usporenja (1-10). Vremenski interval između brojeva u seriji je 0,5s (PSED-polusekundni) ili 0,25s (ČSED-četvrtsekundni). Kod vremenskih ED na dnu čaurice utisnut je broj, a na provodnicima prikačena plastična pločica sa brojem koji označava interval usporenja. Milisekundni električni detonatori su iste konstrukcije kao i vremenski ED, s tom razlikom što usporivačka smeša sagoreva znatno brže.
Milisekundni ED primenjuju se kod paljenja minskih punjenja koja treba da detoniraju jedno za drugim u vrlo kratkom vremenskom intervalu. Interval između pojedinih eksplozija bira se tako, da svaka
sledeća eksplozija nastaje u trenutku kada je prethodno odminirana masa, pri čemu je stvorena nova slobodna površina za narednu eksploziju. Ovakav način iniciranja minskih punjenja omogućuje sitniju granulaciju i manju razbacanost odminiranog materijala, kao i smanjenje seizmičkih potresa koji nastaju pri miniranju. Milisekundni električni detonatori se proizvode u serijama od broja 1 do broja 15, sa intervalom usporenja u seriji od 20ms do 100 milisekundi.
Domaća industrija proizvodi dve serije milisekundnih ED i to:
- − od broja 1-10 sa intervalom usporenja između brojeva od 34ms (34-MSED); i
- − od broja 1-12 sa intervalom usporenja između brojeva od 23ms (23-MSED).

Boja izolacije provodnika milisekundnih detonatora razlikuje se od boje provodnika trenutnih ED.
Metanski električni detonatori (MED-Cu) izrađuje se sa bakarnom čauricom i inicijalnim punjenjem od fulminata žive. Aluminijumske kapisle ne smeju se koristiti u jamama sa metanskim režimom, jer se aluminijum lako usija i zapali, pa može izazvati eksploziju metana ili ugljene prašine. Kod metanskih ED preko čaure sa spoljne strane navučen je mesingani zaštitni prsten, na delu gde se nalazi usporivačka masa. Ovaj prsten ima ulogu da spreči rasprskavanje čaure pri sagorevanju usporivačke smeše. U unutrašnjosti kapisle, između usporivačke smeše i inicijalnog punjenja, postavljen je mesingani konus (plamenik), čija je uloga da usmeri plamen usporivačke smeše u inicijalno punjenje kapisle. Elektro provodnici su od bakra sa PVC izolacijom zelene boje, po čemu se razlikuju od ostalih vrsta ED.
Konstrukcija metanskih ED je takva da je detonator potpuno zaštićen od varničenja. Lako zapaljiva glavica i eksplozivno punjenje kapisle br. 8. su tako podešeni da ne mogu upaliti najeksplozivniju smešu metana i vazduha (8-11,5% CH4). Domaća industrija proizvodi trenutne metanske električne detonatore (TMED-Cu) i metanske milisekundne ED od broja 1-10 sa intervalom zakašnjenja između brojeva od 34ms (34-MMED-Cu) i 23ms (23-MMED-Cu).

##### Metanski milisekundni električni detonator
Metanski ED su specijalno namenjenji za miniranje u rudnicima sa pojavom metana i eksplozivne ugljene prašine. Mogu se koristiti na suvim, vlažnim i mokrim radilištima, kao i pod vodom dubine do 2m. Osnovne tehničko-minerske karakteristike električnih detonatora su: provodljivost električne struje, otpor električne glavice, otpor provodnika, osetljivost prema toploti i dr.

##### Mašine za električno paljenje, provodnici struje i merno-kontrolni aparati
Za električno paljenje minskih punjenja koriste se mašine za električno paljenje, koje daju jednosmernu struju bez pulzacija.
U upotrebi su sledeće vrste mašina za električno paljenje mina:
- − magnetno-električne;
- − dinamo-električne;
- − kondezatorske;
- − elektronske, i
- − visokofrekfentne.

Mašine za električno paljenje mina moraju biti sposobne da pošalju dovoljno jak električni impuls za sigurno paljenje odgovarajućeg broja električnih detonatora vezanih u mrežu za paljenje. Mreža ima granični otpor koji mašina za paljenje mora savladati, kako bi u mrežu poslala garantovanu struju za bezotkazno paljenje.
Domaća industrija (”Trio” Beograd) proizvodi električne-kondezatorske mašine za paljenje mina tip EKA 400/22.
Provodnici struje za električno paljenje mina mogu biti od bakarne, aluminijumske i pocinkovane gvozdene žice. Obično su izolovani PVC masom, ređe gumom. Moraju biti određenog poprečnog preseka, koji će omogućiti proticanje struje određene jačine. Merno-kontrolni aparati koriste se za kontrolu ispravnosti elektrodetonatora, mašina za paljenje i mreža za paljenje mina. U upotrebi su sledeći aparati: galvanoskop, ommetar, kontrolni most za dinamo mašine, tinjalica i dr.

## Tipovi ili vrste detonatora
Obični detonatori imaju oblik eksploziva na bazi paljenja i koriste se uglavnom u komercijalnim operacijama, obični detonatori se i dalje koriste u vojnim operacijama. Ovaj oblik detonatora se najčešće pokreće korišćenjem sigurnosnog fitilja i koristi se u detonacijama koje nisu vremenski kritične, npr. za odlaganje konvencionalne municije. Dobro poznati detonatori su azid olova [Pb(N3)2], srebrni azid [AgN3] i živin fulminat [Hg(ONC)2].
Postoje tri kategorije električnih detonatora: trenutni električni detonatori (IED), detonatori sa kratkim periodom odlaganja (SPD) i detonatori sa dugotrajnim odlaganjem (LPD). SPD-ovi se mere u milisekundama, a LPD-ovi se mere u sekundama. U situacijama u kojima je potrebna nanosekundna preciznost, posebno u implozionim nabojima u nuklearnom oružju, koriste se detonatori sa eksplodirajućim dejstvom. Početni udarni talas nastaje isparavanjem dužine tanke žice električnim pražnjenjem. Novi razvoj je opuštajući detonator, koji koristi tanke ploče ubrzane električno eksplodiranom žicom ili folijom za isporuku početnog udara. Koristi se u nekim savremenim sistemima naoružanja. Varijanta ovog koncepta se koristi u minskim operacijama, kada folija eksplodira laserskim impulsom koji se na foliju isporučuju optičkim vlaknom.
- Obrezivanje platinastih žica za upotrebu u kapislama za miniranje, 1955
- Proizvodnja kapisli, Hercules Povder Compani, 1955
- Umetanje utikača i žice za most u električne kapisle za miniranje, 1955

Neelektrični detonator je detonator sa trenutnim udarom dizajniran za iniciranje eksplozija, uglavnom u svrhu rušenja zgrada i za upotrebu u miniranju stena u rudnicima i kamenolomima. Umesto električnih žica, šuplja plastična cev isporučuje impuls paljenja detonatoru, čineći ga imunim na većinu opasnosti povezanih sa zalutalom električnom strujom. Sastoji se od troslojne plastične cevi malog prečnika presvučene na unutrašnjem zidu reaktivnim eksplozivnim jedinjenjem, koje kada se zapali, širi signal niske energije, sličan eksploziji prašine. Reakcija se kreće brzinom od približno 6.500 ft/s (2.000 m/s) duž dužine cevi sa minimalnim smetnjama izvan cevi. Neelektrične detonatore izmislila je švedska kompanija Nitro Nobel 1960-ih i 1970-ih, a lansirane su na tržište 1973. godine.
U civilnom rudarstvu, elektronski detonatori imaju bolju preciznost prilikom namenskog kašnjenja detonacije. Elektronski detonatori su dizajnirani da obezbede preciznu kontrolu neophodnu za dobijanje tačnih i doslednih rezultata miniranja u različitim primenama miniranja u rudarstvu, kamenolomu i građevinskoj industriji. Elektronski detonatori se mogu programirati u koracima od milisekundi ili submilisekundi korišćenjem namenskog uređaja za programiranje.
Bežični elektronski detonatori počinju da budu dostupni na tržištu civilnog rudarstva. Šifrovani radio signali se koriste za prenošenje signala eksplozije svakom detonatoru u tačno vreme. Iako su trenutno skupi, bežični detonatori mogu omogućiti nove tehnike miniranja jer se više eksplozija može puniti odjednom i ispaljivati u nizu, a da se ljudi ne dovode u opasnost.
Kapisla broj 8 je ona koja sadrži 2 grama mešavine 80 procenata živinog fulminata i 20 procenata kalijum hlorata, ili kapisla ekvivalentne jačine. Ekvivalentna kapisla čvrstoće se sastoji od 0,40-0,45 grama PETN baznog punjenja presovanog u aluminijumskom omotaču čija debljina dna ne prelazi 0,03 inča, do specifične težine ne manje od 1,4 g/cc, i premazanog standardnim težinama prajmera u zavisnosti od proizvođača. 

## Kapisla za miniranje
Najstariji i najjednostavniji tip kapisle, poklopci osigurača su metalni cilindar, zatvoren na jednom kraju. Od otvorenog kraja ka unutra, prvo je prazan prostor u koji se ubacuje i savija pirotehnički fitilj, zatim pirotehnička mešavina za paljenje, primarni eksploziv, a zatim glavno detonirajuće eksplozivno punjenje. Primarna opasnost od pirotehničkih kapisli za miniranje je ta da za pravilnu upotrebu, osigurač mora biti umetnut, a zatim uvijen na svoje mesto tako što ćete prignječiti bazu poklopca oko osigurača. Ako se alat koji se koristi za presovanje poklopca koristi preblizu eksplozivu, primarni eksploziv može da detonira tokom presovanja. Uobičajena opasna praksa je presovanje čepova zubima; slučajna detonacija može izazvati ozbiljne povrede u ustima. Kapisle tipa osigurača su i danas u aktivnoj upotrebi. Oni su najsigurniji tip za korišćenje oko određenih vrsta elektromagnetnih smetnji i imaju ugrađeno vremensko kašnjenje dok osigurač pregoreva.
Električne kapisle za eksploziju u čvrstom pakovanju koriste tanku prenosnu žicu u direktnom kontaktu (dakle, čvrsti omot) sa primarnim eksplozivom, koji se zagreva električnom strujom i izaziva detonaciju primarnog eksploziva. Taj primarni eksploziv tada detonira veće punjenje sekundarnog eksploziva. Neki čvrsti osigurači uključuju mali pirotehnički element za odlaganje, do nekoliko stotina milisekundi, pre nego što se aktivira.
Kapisla za eksploziju tipa šibica koriste električnu šibicu (izolacioni sloj sa elektrodama na obe strane, tanka žica za most zalemljena preko strana, sve umočeno u mešavinu paljenja i izlaza) za pokretanje primarnog eksploziva, umesto direktnog kontakta između žice za most i primarnog eksploziva. Šibica se može proizvesti odvojeno od ostatka kapisle i sastaviti samo na kraju procesa. Kapisle tipa šibica su sada najčešći tip koji se nalazi širom sveta.
Detonator sa eksplodirajućim mostom izmišljen je 1940-ih kao deo Menhetn projekta za razvoj nuklearnog oružja. Cilj dizajna je bio da se proizvede detonator koji je delovao veoma brzo i predvidljivo. Električnim kapislama tipa Match i Solid Pack potrebno je nekoliko milisekundi da se ispale, dok se žica mosta zagreva i zagreva eksploziv do tačke detonacije. Eksplozivni mostni ili EBV detonatori koriste električni naboj višeg napona i veoma tanku prenosnu žicu, dužine 0,04 inča, prečnika 0,0016 (dužina 1 mm, prečnik 0,04 mm). Umesto zagrevanja eksploziva, žica EBV detonatora se toliko brzo zagreva visokom strujom paljenja da žica zapravo isparava i eksplodira usled zagrevanja električnog otpora. Ta eksplozija na električni pogon tada ispaljuje eksploziv inicijator detonatora (obično PETN). Neki slični detonatori koriste tanku metalnu foliju umesto žice, ali rade na isti način kao pravi detonatori sa mostom. Pored toga što eksplodiraju veoma brzo kada se pravilno aktiviraju, EBV detonatori su bezbedni od zalutalog statičkog elektriciteta i druge električne struje. Dovoljna struja će istopiti premosnu žicu, ali ona ne može detonirati inicijatorski eksploziv bez punog visokonaponskog visokostrujnog punjenja koje prolazi kroz žicu mosta. EBV detonatori se koriste u mnogim civilnim primenama gde radio signali, statički elektricitet ili druge električne opasnosti mogu izazvati nesreće sa konvencionalnim električnim detonatorima.
Slapper detonatori su poboljšanje u odnosu na EBV detonatore. Slappers, umesto da direktno koriste eksplodirajuću foliju za detonaciju eksploziva, koriste električnu foliju da proteraju mali krug izolacionog materijala kao što je PET film ili kroz kružnu rupu u dodatnom disku od izolacionog materijala. Na drugom kraju te rupe nalazi se kuglica konvencionalnog inicijatorskog eksploziva. Efikasnost konverzije energije iz električne u kinetičku energiju letećeg diska može biti 20–40%. Pošto pogađa široku oblast – 40 hiljaditih dela inča (otprilike jedan mm) – eksploziva, a ne tanku liniju ili tačku kao u eksplodirajućem detonatoru sa folijom ili mostom, detonacija je pravilnija i zahteva manje energije. Pouzdana detonacija zahteva podizanje minimalne zapremine eksploziva na temperature i pritiske na kojima detonacija počinje. Ako se energija deponuje u jednoj tački, ona može zračiti u eksplozivu u svim pravcima u talasima razređivanja ili ekspanzije, a samo mala zapremina se efikasno zagreva ili kompresuje. Disk za letenje gubi energiju udara na svojim bočnim stranama zbog talasa razređivanja, ali konusna zapremina eksploziva je efikasno udarno komprimovana. Slapper detonatori se koriste u nuklearnom oružju. Ove komponente zahtevaju velike količine energije za pokretanje, što čini izuzetno malom verovatnoćom da se slučajno isprazne.

## Bezbednost
Detonator je najopasniji deo municije ili eksplozivnog punjenja, koji zahteva najveću zaštitu od neovlašćenih uticaja. U mnogim municijama, detonator je obično skriven duboko unutar municije i zaštićen je od slučajnog aktiviranja raznim sigurnosnim uređajima. Najčešće se profesionalni saperi direktno bave detonatorima.
Prilično je teško napraviti detonator sposoban da detonira TNT ili drugi visoki eksploziv kod kuće ili u „civilnoj“ laboratoriji zbog specifičnosti njegovih komponenti, sa izuzetkom detonatora na bazi aceton peroksida.
Bezbednost prilikom rukovanja sa detonatorima je od izuzetne važnosti zbog njihove sposobnosti da iniciraju eksplozive. Postoje strogi protokoli i mere predostrožnosti koje se moraju pratiti:
- Obuka i Sertifikacija: Samo obučeno i sertifikovano osoblje treba da rukuje detonatorima. Ovo uključuje razumevanje različitih tipova detonatora i pravilnog postupanja s njima.
- Rukovanje i Skladištenje: Detonatori treba da se skladište na sigurnom mestu, daleko od izvora toplote, vatre ili udaraca. Transport i rukovanje moraju se vršiti pažljivo, izbegavajući fizički stres, pritisak ili trenje.
- Korišćenje Opreme za Ličnu Zaštitu (PPE): Prilikom rukovanja detonatorima, koristite odgovarajuću zaštitnu opremu, uključujući zaštitne rukavice, naočare i, ako je potrebno, zaštitnu odeću.
- Izbegavanje Električnih Interferencija: Električni detonatori mogu biti osetljivi na elektromagnetne smetnje. Potrebno je izbegavati korišćenje električnih uređaja u blizini detonatora kako bi se izbeglo nenamerno aktiviranje.
- Pravilna Primena: Detonatori se moraju koristiti u skladu s uputstvima proizvođača i u okviru njihovih specifikacija. Pratite sva uputstva o njihovoj primeni i kombinovanju s drugim eksplozivnim materijalima.
- Procedura za Hitne Situacije: Važno je imati jasno definisane procedure u slučaju hitnih situacija, uključujući način postupanja u slučaju nenamernog aktiviranja ili otkrivanja neispravnih detonatora.
- Inspekcija i Održavanje: Redovno proveravajte stanje detonatora i osigurajte da su u ispravnom stanju pre upotrebe. Oštećeni ili stari detonatori predstavljaju veći rizik i ne treba ih koristiti.
- Uklanjanje i Odlaganje: Neiskorišćeni ili oštećeni detonatori treba da se sigurno uklone i odlože u skladu s lokalnim propisima i smernicama.

Treba imati na umu da je rukovanje detonatorima visoko rizična aktivnost i zahteva pažljivo postupanje, poštovanje svih sigurnosnih procedura i svest o potencijalnim opasnostima. Bezbednost treba da bude primarni prioritet u svim fazama rukovanja detonatorima.

## Dalje čitanje
- Cooper, Paul W. Explosives Engineering. 1996. ISBN 0-471-18636-8.. New York: Wiley-VCH, .

## Spoljašnje veze
- 1956 safety film "Blasting Cap - Danger!" from Prelinger Archives
- Modelling and Simulation of Burst Phenomenon in Electrically Exploded Foils Архивирано 2016-04-24 на сајту